# Enrico Mollo
Enrico Mollo (Moncallieri, 24 juli 1913 - Turijn, 10 maart 1992) was een Italiaans wielrenner.

## Belangrijkste overwinningen
1935
- Ronde van Lombardije

1936
- Coppa Bernocchi

1946
- Ronde van de Apennijnen
- Tre Valli Varesine

## Resultaten in voornaamste wedstrijden
| Jaar | Ronde van Italië | Ronde van Frankrijk | Ronde van Spanje |
| ---- | ---------------- | ------------------- | ---------------- |
| 1935 |                  |                     |                  |
| 1936 | 9e               |                     |                  |
| 1937 | ↑                |                     |                  |
| 1938 |                  | 38e                 |                  |
| 1939 | 26e              |                     |                  |
| 1940 | ↑                |                     |                  |
| 1941 |                  |                     |                  |
| 1946 | opgave           |                     |                  |

| Jaar | Milaan-San Remo | Ronde van Lombardije |
| ---- | --------------- | -------------------- |
| 1935 |                 | ↑                    |
| 1936 |                 | 26e                  |
| 1937 | 9e              |                      |
| 1938 |                 | 24e                  |
| 1939 |                 |                      |
| 1940 | 44e             | 6e                   |
| 1941 | 9e              |                      |
| 1946 |                 | 23e                  |